# Baz (Albania)
Baz è una frazione del comune di Mat in Albania (prefettura di Dibër).
Fino alla riforma amministrativa del 2015 era comune autonomo, dopo la riforma è stato accorpato, insieme agli ex-comuni di Burrel, Derjan, Komsi, Lis, Macukull, Rukaj e Ulëza costituire la municipalità di Mat.

## Località
Il comune era formato dall'insieme delle seguenti località:
- Baz
- Fushe-Baz
- Rreth-Baz
- Karice
- Drit